# Lay's Stax
Lay's Stax — це закуски з картопляними чипсами вироблені за Frito-Lay, дочірньою компанією з PepsiCo. Він був представлений у 2003 році як пряма конкуренція для Procter & Gamble's (пізніше Kellogg's у 2012 році) Pringles.
В Україні Lay's Stax офіційно імпортували на початку 2020-х років. Зараз в мережа автозаправок, наприклад у мережі магазинів Tobi на АЗК «ОККО» цей снекі можна купити.

## Stax порівняно з Pringles
Lay's Stax є важчі та товщі ніж Pringles. Форма Stax є простою кривою яка називається a гіперболічний циліндр, у той час як Pringles сформовані у подвійну-криву відому як a гіперболічний параболоїд. Stax ароматизатор розповсюджується по внутрішній кривій чипса, тоді як у Pringles по зовнішній кривій. Stax розфасований в пластикові каністри  поки Pringles упакований в каністри з картону та алюмінію.
У Великій Британії, Stax (під в Walkers бренд) упаковані в суцільнокартонні банки. У Китаї, Stax упаковують подібно до Pringles в Америці, а самі чипси додатково упаковують у пластикові контейнери всередині банки.[джерело?]

## Ребрендинг
У той час як у таких країнах як Китаї Lay's Stax, брендується під тією самою назвою, що вони були створені та в основному розповсюджуються, у деяких країнах чипси називаються по-різному.
З кінця 2006 р, Lay's Stax були доступні в Бразилії під такою назвою "Elma Chips Stax", походять від назви бразильського підрозділу корпорації PepsiCo, відомого як Elma Chips. Однак, на жовтих кришках на банок нанесено марку Lay's Stax, типову для більшості інших регіонів світу.